# 홍신차
홍신차(1959년 1월 3일 ~)은 OB 베어스에서 뛰었던 재일 교포 야구 선수다. 기후상고를 졸업했다. 고교 졸업 후 4년 간 일본 사회인 야구단에 있다가 OB의 러브콜을 받고 한국으로 건너왔다. 당시 1루수 자리가 무주공산이었기 때문에 주전 1루수 자리가 홍신차에게 갈 가능성이 높았으나 정작 홍신차는 공수 양면에서 좋은 모습을 보이지 못하며 2년 간 백업으로만 뛰었다. 이후 재계약에 실패해 일본 사회인 야구단으로 돌아갔다가 은퇴했다.

## 같이 보기
- 1984년 OB 베어스 시즌
- 1985년 OB 베어스 시즌